# Leucopis steinbergi
Leucopis steinbergi is een vliegensoort uit de familie van de Chamaemyiidae. De wetenschappelijke naam van de soort is voor het eerst geldig gepubliceerd in 1965 door Tanasijtshuk.